# Приёмы приготовления пищи
Существует множество способов (приёмов) приготовления пищи.

## Классификация
Приёмы кулинарной обработки продуктов можно разделить на несколько групп.
По этапам приготовления:
- предварительный
- основной
- заключительный

По способу воздействия:
- Физический
  - механический
  - термический
- Химический

В свою очередь, в каждой из групп можно выделить соответствующие подгруппы, в которые следует объединять родственные приёмы обработки, направленные на достижение какого-либо сходного результата, например отбивание и карбование, входящие в механические способы обработки, служат для размягчения продукта в стадии предварительной обработки. Один и тот же приём обработки может находиться как в той, так и в другой группе: например, опаливание (вид термической обработки) входит в стадию предварительной обработки, и наоборот, фламбирование, производящееся на заключительном этапе приготовления, также входит в группу термической обработки продуктов. Отдельно стоит остановиться на химическом способе обработки. В него вынесены те способы обработки, которые полностью или преимущественно основаны на химических и биологических процессах, например соление или квашение. Это замечание необходимо сделать, потому что при термических способах приготовления также происходят химические реакции. Кроме того, некоторые способы кулинарной обработки являются комплексными, например взбивание на огне (механическая и термическая). Некоторые виды кулинарной обработки продуктов могут являться как основными, так и предварительными в зависимости от того, что получается в конце операции. Например, маринование может быть предварительной операцией (маринование шашлыка), и основной операцией (маринование грибов), в результате которой получается готовый к употреблению продукт.
Также можно производить разделение на основные и вспомогательные операции.

## По этапам приготовления

### Предварительная обработка
Предварительная обработка продуктов является весьма важным этапом, который часто недооценивают. Особенно важным этот этап признаётся в Японской и Китайской кухне. Общим способом почти для всех продуктов является их мытьё. Также практически все продукты могут быть измельчены. Если же брать отдельные виды продуктов, то в предварительную обработку, в частности, входят:
- для мяса: удаление фасций, сухожилий, срезание клейм, отбивание, карбование, панирование, маринование
- для рыбы: разделка рыбы: потрошение, чистка, срезание плавников, удаление костей, жабр, фарширование.
- для птицы: опаливание (удаление перьев на птице), потрошение (удаление неиспользуемых внутренних органов), удаление кожи, суставов
- для овощей и фруктов: чистка, удаление семян, глазков.
- для круп: промывание, перебирание, замачивание.
- для муки: просеивание, сушка.

### Основная обработка
Основная обработка — это тот этап обработки продукта, после которого продукт становится самостоятельным блюдом, готовым к употреблению. Окончанием основной обработки продукта следует считать окончание приготовления задуманного блюда. Так, например, если итогом приготовления должно стать картофельное пюре, то получение неизмельчённого отваренного картофеля, несмотря на то, что он пригоден в пищу, не может считаться окончанием основной обработки. Поскольку все способы основной обработки можно определить по способу воздействия, см. ниже.

### Заключительная обработка
Заключительная обработка продукта может иметь разные цели. К ним надо отнести:
- улучшение вкусовых качеств, придание оттенков вкуса, т. н. «доведение до вкуса» — внесение пряностей, соусов, фламбирование;
- улучшение внешнего вида продукта — украшение, фламбирование, нанесение глазури, колерование;
- удаление костей и вспомогательных материалов (нитки, заколки, панады);
- устранение выявленных недостатков блюда;
- разделение на порции;

## По способу воздействия
Обработка продуктов при приготовлении пищи по способу воздействия на продукт делится на два основных вида:
- Физическая обработка — способ, при котором воздействие на продукт осуществляется посредством изменения физических характеристик самого продукта, либо среды. Физическая обработка условно подразделяется на
  - Механическую обработку, при которой продукт подвергается прямому механическому воздействию, и
  - Термическую обработку, при которой продукт подвергается воздействию тепла или холода.
- Химическая обработка — способ, при котором обработка продукта осуществляется путём воздействия на него химических веществ, внесённых извне (соление, маринование), либо в результате естественных биохимических процессов, происходящих в продукте при определённых условиях (квашение, брожение).

### Физическая обработка

#### Механическая обработка
- вываривание — предварительное кипячение продукта в воде (слабом растворе поваренной соли) с последующим слитием воды (раствора) с целью удаления излишней горечи, кислоты, соли, запаха или других вкусовых аномалий. Предварительному вывариванию подвергают условно съедобные грибы, как альтернатива вымачиванию, некоторые виды дичи, обладающие резким запахом и т. п. Часто вываривание осуществляется в несколько циклов. Вываривание не следует путать с варением, поскольку оно направлено не на изменение физической структуры продукта, а лишь на удаление из него определённых веществ перед дальнейшей обработкой.
- вымачивание — погружение продукта в воду или специальный раствор с целью удаления излишней горечи, кислоты, соли и т. п. Например, вымачивание является необходимой частью процесса приготовления пищи из многих условно съедобных грибов (волнушка, чернушка и др.), как альтернатива вывариванию. В определённых случаях рекомендуется вымачивать некоторые овощи, содержащие горечь (например, баклажаны). Для удаления излишней соли часто вымачивают солонину.
- желирование — внесение в жидкость желеобразующих веществ, типа желатина или агар-агара. Применяется с целью получения заливного, желе и. т. п. По существу является одним из видов смешивания.
- замачивание — погружение продукта в воду или какой-либо раствор, как правило, с целью разбухания продукта и дальнейшего сокращения времени приготовления (фасоль, крупа). Однако может использоваться и с другими целями, например с целью снятия кожицы с турецкого (бараньего) гороха или нейтрализации неприятных запахов (замачивание картофеля в растворе пищевой соды). Замачивание не следует путать с мочением как одним из видов консервации.
- замешивание — не столько собственно процесс перемешивания компонентов, столько получение продукта с новыми свойствами: замешивание теста, закваски и т. п.
- раскатывание — для теста
- измельчение, в том числе с использованием механических приспособлений. К измельчению, помимо собственно нарезки ножом, надо относить приготовление фарша и пюре
- калибровка — отбор продуктов определённого размера или по иным характеристикам.
- карбование — нанесение неглубоких надрезов на поверхность куска мяса, с целью размягчения.
- колерование — придание готовому (как правило, запечённому) продукту красивого цвета путём добавления специальных естественных или искусственных красителей.
- лиирование — загущение продукта (блюда). Может производиться мукой, яйцами и другими продуктами.
- осветление (оттягивание) — осветление бульона с целью придания ему приятного цвета. Как правило, производится путём использования яично-мясной оттяжки.
- отбивание — отбивание, как правило, мяса или птицы деревянным гладким или металлическим молотком. Применяется для размягчения продукта или даже для получения мясной суфлеобразной массы (кололаки)
- отцеживание — удаление излишков влаги из продукта. Например, отцеживание творога
- панировка — нанесение на поверхность продукта съедобного покрытия (панады), способствующего сохранению влаги в блюде. Может быть различной, начиная от сухарей, заканчивая мукой.
- потрошение — удаление внутренностей у рыбы, птицы, животных
- промывка — необходимый элемент предварительной обработки очень многих продуктов для удаления грязи, а также для иных целей в процессе приготовления пищи. Например, крупы рекомендуется предварительно промыть перед варкой не только для удаления грязи, но и для удаления излишнего крахмала, выделившегося в виде «пыли» при трении крупы. В некоторых случаях промывка требуется и в процессе приготовления пищи, либо в качестве заключительного действия. Промывка в холодной воде после варки многих продуктов прекращает физические процессы и «закрепляет» продукт в необходимом состоянии. Иногда промывка в холодной воде используется также для облегчения снятия верхнего слоя продукта (скорлупы, кожи и т. п.)
- просеивание — муки, с целью придания единой структуры и удаления примесей.
- процеживание — процесс, обратный отцеживанию, применяемый для удаления ненужных твёрдых компонентов из жидкости.
- смешивание (микширование) — объединение в одном объёме нескольких разных продуктов (как правило, предварительно измельчённых), как на начальной стадии приготовления, так и частично или полностью готовых для употребления. Например, смешивание овощей в винегрете и т. п. Смешивание очень часто употребляется при изготовлении напитков: композиций из соков, спиртных напитков и т. п. Смешивание не следует путать с замешиванием (теста).
- снятие — применяется для удаления или выделения части продукта, как правило, находящегося на поверхности: снятие жира, снятие сливок, снятие пены (накипи) бульона.
- шпигование — введение внутрь продукта небольших частиц другого продукта. Как правило, это введение шпиговальной иглой жира (шпига) внутрь постного мяса. К разновидности шпигования можно отнести введение в продукт жидкостей посредством шприца.

#### Термическая обработка

##### Обработка холодом
- замораживание — применяется для хранения продуктов: исходных (мясо, рыба, грибы), полуфабрикатов (пельмени, креветки), либо готовых к употреблению (ягоды, фрукты), а также придания продукту определённого вида, обычного для использования (мороженое), либо изменения определённых свойств продукта, например, замораживание некоторых фруктов и ягод (хурма, рябина) для удаления горечи.
- охлаждение — применяется для приостановления процессов квашения (брожения), для приготовления специфических холодных блюд (холодец, заливное (блюдо), желе) и просто для временного хранения продуктов.

##### Обработка искусственным теплом
- бланширование — кратковременное ошпаривание или крайне недолгая варка продукта.
- варение, варка — обработке подвергается полностью погружённый в горячую (кипящую) воду (или иную жидкость) продукт.
- готовка на пару — термическая обработка под воздействием горячего пара.
- гратинирование — покрытие продукта при приготовлении другим продуктом. При использовании для покрытия яйца — льезон или бризоль.
- жарение, жарка — продукт при жарении прилегает к посуде, на которой имеется тонкий слой раскалённого жира. При жарении во фритюре продукт полностью погружён в жир.
  - обжаривание — вспомогательная процедура, имеющая своей целью создание корочки на продукте.
  - пряжение — жарка в большом количестве масла (продукт полупогружён).
  - пассерование — обжаривание в жиру овощей для экстракции жиром красящих и ароматических веществ.
- запекание, выпекание — термическая обработка продукта в печи, духовом шкафу или в золе костра, когда создаётся одинаковая температура со всех сторон продукта.
- жаренье на открытом огне[1] — обработка продукта открытым огнём до готовности.
- распускание — плавление либо растворение (в горячей воде) продуктов, обыкновенно пребывающих в твёрдом состоянии (сливочное масло, шоколад, сыр, сахар).
- печение — термическая обработка продукта в посуде без жира.
- прокаливание — кратковременный интенсивный прогрев продукта (на сковороде, в духовке или в СВЧ) перед его основным использованием. Например, крупы прокаливают для улучшения их вкуса и сокращения времени последующей варки, а сливочное масло — для очистки от влаги и примесей перед его использованием для жарения.
- тушение — средняя процедура между жарением и варением. 
  - припускание — недолгое тушение или варка в небольшом количестве жидкости.
  - томление — разновидность очень долгого, медленного тушения при сравнительно небольших температурах.
  - конфи — медленное тушение продуктов (чаще всего птицы или мяса) полностью погруженных в жир.
- горячее копчение — термическая обработка продукта горячим дымом.
- поширование — медленное приготовление продуктов в воде без кипения.
  - готовка в вакууме — поширование продуктов в воде в вакуумной упаковке при невысокой температуре.
- фламбирование — воспламенение на поверхности готового блюда спиртных напитков.

##### Обработка при естественной температуре
- вяление — высушивание продукта при естественной температуре в течение длительного времени.
- холодное копчение — обработка продукта дымом от горения (тления) определённых веществ.
- обсушивание — применяется для продуктов, предназначенных для жарения, а также после мытья и до чистки овощей и фруктов
- размораживание — применяется для замороженных продуктов и полуфабрикатов. Наиболее предпочтительным способом размораживания является размораживание при низких температурах (в холодильнике или специальной камере дефростере.
- сушение — высушивание продуктов без какой-либо обработки специями. Применяется, как для сохранения продукта (сушение грибов), так и для придания ему нового качества (сушёные ягоды и фрукты).

### Химическая обработка
- засахаривание — внесение в продукт избыточного количества сахара. Применяется в отношении фруктов и ягод.
- маринование — помещение продукта в специальную среду (маринад), как правило, кислую и, как правило, жидкую. Применяется для предварительной обработки продукта (маринование мяса с целью его размягчения и ускорения последующего приготовления, например — для шашлыка), а также для хранения продукта.
- соление — помещение продукта в солёную среду. Применяется для подсаливания продукта в целях придания ему дополнительного вкуса, а также для хранения продукта.
- мочение — помещение продукта в воду с незначительным добавлением кислот, соли, сахара, или вовсе без такого добавления. Используется для хранения продукта или придания ему определённого вкуса.
- квашение — помещение продукта (часто предварительно измельчённого, передавленного и т. п.) в определённую внешнюю среду, в условиях которой продукт начинает изменяться благодаря естественным биохимическим процессам: активизируются специфические формы бактерий, перерабатывающие продукт. Иногда для этого добавляется незначительное количество сохранённых бактерий (закваска). Применяется для изменения вкусовых и химического состава продукта (квашеная капуста, простокваша) либо для предварительной обработки перед длительным хранением.